# Hype Boy
«Hype Boy» — второй ведущий сингл южнокорейской гёрл-группы NewJeans из дебютного мини-альбома, выпущенный 23 июля 2022 года на лейблах ADOR (дочернее предприятие Hybe Co.) и YG Plus (совместное предприятие Hybe Co. и YG Entertainment). Продюсерами композиции выступили Ильва Димберг и 250, а авторами слов — Ильва Димберг, Gigi и участница группы Ханни. Записанная в стиле поп- и RnB-музыки 2000-х и 1990-х годов, «Hype Boy» удостоилась значительного числа положительных отзывов критиков, расположилась в списках лучших песен года многих музыкальных изданий, а танец к ней стал вирусным.

## Предыстория и релиз
1 июля 2022 года принадлежащий конгломерату Hybe Co. лейбл ADOR разместил в своих аккаунтах в социальных сетях три анимационных видеоролика с номера «22», «7» и «22», что вызвало слухи о том, что 22 июля состоится релиз со стороны их новой группы. 22 июля 2022 года без какой-либо подготовки, информации о составе группы и рекламы состоялся релиз сингла «Attention», а следом они анонсировали, что группа NewJeans выпустит свой первый мини-альбом 30 числа. Такие «неожиданные релизы» в целом редки в кей-поп-индустрии, а неожиданные дебюты групп случаются настолько редко, что часто привлекают повышенное внимание. 23 июля появился второй ведущий сингл группы «Hype Boy», а также 50-ти секундный клип, раскрывающий имена участниц, дополнительно сопровождаемый четырьмя музыкальными клипами на песню (при этом в целом релиз сопровождали 6 видео, выложенных на видеохостинг YouTube). Они рассказывают общий сюжет (по одной на участницу кроме Даниэль и Хэрин, у которых общая история) о первой любви. 28 июля стало известно, что количество предзаказов на альбом превысило число в 444 тысячи копий.

## Композиция
Авторами слов песни стали Gigi, Ильва Димберг и Ханни, участница группы, а продюсированием работы вместе с Ильвой Димберг занимался EDM-музыкант и продюсер 250. В песне встречаются слова как на корейском, так и на английском языке. Она длится 2 минуты и 56 секунд и записана в тональности ми минор при темпе 100 ударов в минуту. В песне куда более сильно звучит синтезатор, нежели в первом сингле группы, однако основой всё равно остаются голоса девушек. Кроме этого песня звучит более свежо и быстро, нежели «Attention», но при этом остаётся в стиле групп 2000-х годов, таких как TLC и En Vogue, и певицы Алии, как и предыдущий сингл группы.

## Восприятие
В рецензии на альбом New Jeans журналист IZM Хан Сонхён описал «Hype Boy» как противоположность предыдущего сингла «Attention»: если в первом сингле музыка, по его словам, выверенно гармонична, то во втором каждая её часть и нота обладает своей индивидуальностью, и именно на ней сфокусирована песня. В конце 2022 года же «Hype Boy» удостоился положительных отзывов от многих изданий, будучи включённым в списки лучших (K-pop)песен года. Так, в New Musical Express его расположили на вершине хит-парада K-pop-композиций года и назвали «тремя минутами поп-совершенства» под вдохновением западных коллективов начала XXI века. Журналистка того же издания Риан Дейли описала песню как освещающее изменение в поп-музыке, исполнители в которой часто, найдя свой стиль, не пытаются привнести что-то новое. Она назвала её жемчужиной в творчестве группы, в которой элементы RnB прямиком из 90-х сочетаются с современными поп-элементами и вызывают привыкание, и отметила, что она обладает «крутым и запоминающимся припевом». В топ 50 лучших песен 2022 года вне зависимости от жанра от этого издания «Hype Boy» расположилась на 26-м месте. Редакция CNN Philippines, расположив песню в своём списке любимых кей-поп-песен года без указания конкретной позиции, описала её как полную восторженных мечтаний и отметила, что в ней сочетаются игривый и достаточно простой текст, тропические ритмы и такого же типа хореография, что заставляет слушать трек раз за разом, «всё больше понимая то, что делает его таким чертовски хорошим». Согласно редакции журнала Nylon, неожиданный релиз «Attention» заставил многих обратить внимание на группу, но именно «Hype Boy» сделал её «мгновенной сенсацией» для любителей кей-поп-музыки в принципе. По мнению журналистов издания, такой дебют не только определил потенциал группы, но и продиктовал будущее всей индустрии. Обозреватель Teen Vogue Клэр Додсон в списке лучших песен по мнению журналистов издания писала, что NewJeans во всех своих песнях сохраняла настрой музыки 2000-х годов, закрепив его во втором сингле — «весёлом, энергичном, ностальгическом». Она же заявляла, что даже каверы на композицию многие никак не могут перестать слушать, ведь из-за песни «что-то определённо заклинило в мозгу коллектива издания». Одной из лучших песен года «Hype Boy» посчитала и редакция журнала Time, где композицию назвали вирусной не только из-за её танцевального звука со «спокойной утончённостью», не лишённой энергии, с припевом, что вызывает двойной удар серотонина, но и подчёркивающей весь этот набор хореографией.
Редакция Her Campus расположила песню на 10-м месте в списке лучших женских K-pop-композиций года (ниже, чем «Attention»), описав её как остающуюся верной фирменному стилю группы с «пьянящими мелодиями» и минималистичностью. Того же места песня удостоилась в списке лучших K-pop-песен от Mashable, где как и в Nylon обратили внимание, что именно «Hype Boy» сделала группу «звёздами индустрии». Редакция описала её как весёлую и запоминающуюся композицию со ставшей трендом хореографией, которую исполняли многие популярные исполнители, например Jay B из Got7, Чханбин из Stray Kids, Чихё из Twice, 66-летняя актриса и певица Ин Суни и другие, но наиболее вирусной стала версия от айдолов, которые проходили военную службу (Ким Намбук, Пак Ёнджан из Spectrum, Исён и Джэйас из ONF и Инсон из SF9), набравшая более 8 миллионов просмотров только под одним из постов в Twitter. Журналисты газеты South China Morning Post поставили песню на 7 место в списке лучших k-pop-композиций года, назвав её свежей и далёкой от «перепродюсированного» кей-попа. Редакция The Korea Herald поставила «Hype Boy» на 4 место, тоже назвав хореографию композиции в стиле раннего кей-попа вирусной. Редакция Rolling Stone включила «Hype Boy» в топ 100 лучших песен года всех жанров, расположив на 24 месте.
В январе 2023 года песня стала самым прослушиваемым треком южнокорейского Spotify, обогнав предыдущего рекордсмена, трек «Butter» бой-бэнда BTS. К 25 февраля количество прослушиваний группы на хостинге в мире преодолело отметку в 900 миллионов стримов, и самой прослушиваемой их песней стала «Hype Boy», чьи прослушивания к сентябрю превысили 400 миллионов раз. Тогда же три песни NewJeans — «Ditto» и «OMG» со второго альбома и «Hype Boy» с первого — заняли первые три позиции чарта музыкального магазина Melon. В марте песня стала одной из наиболее популярных композиций, заказываемых в караоке-барах Республики Корея. Перформанс-версия видеоклипа на песню стала первой в истории группы, набравшей 100 миллионов просмотров.

## Чарты
| Чарт (2022—2023)                         | Высшая позиция |
| ---------------------------------------- | -------------- |
| Аргентина (Argentina Hot 100, Billboard) | 90             |
| Канада (Canadian Hot 100, Billboard)     | 95             |
| Мир (Global 200, Billboard)              | 52             |
| Гонконг (Billboard)                      | 18             |
| Индонезия (Billboard)                    | 16             |
| Япония (Japan Hot 100, Billboard Japan)  | 41             |
| (Комбинированный, Oricon)                | 33             |
| Малайзия (Billboard)                     | 10             |
| Филиппины (Billboard)                    | 11             |
| Сингапур (Billboard)                     | 6              |
| Сингапур (RIAS)                          | 5              |
| Республика Корея (Billboard)             | 1              |
| Республика Корея (Circle)                | 2              |
| Китайская Республика (Billboard)         | 9              |
| Вьетнам (Vietnam Hot 100, Bilboard)      | 9              |

| Чарт (2022)               | Высшая позиция |
| ------------------------- | -------------- |
| Республика Корея (Circle) | 2              |

| Чарт (2022)                      | Позиция |
| -------------------------------- | ------- |
| Мир (Global Excl. US, Billboard) | 194     |
| Республика Корея (Circle)        | 18      |